# Rheumaptera palaearctica
Rheumaptera palaearctica är en fjärilsart som beskrevs av Felix Bryk 1921. Rheumaptera palaearctica ingår i släktet Rheumaptera och familjen mätare. Inga underarter finns listade.